# Ophiorrhiza radicans
Ophiorrhiza radicans là một loài thực vật có hoa trong họ Thiến thảo. Loài này được Gardner ex Thwaites mô tả khoa học đầu tiên năm 1859.